# جوزيف آي. غولدستاين
جوزيف آي. غولدستاين (بالإنجليزية: Joseph I. Goldstein)‏ هو مهندس أمريكي، ولد في 6 يناير 1939 في سيراكيوز في الولايات المتحدة، وتوفي في 27 يونيو 2015.